# Robert Ballard
Robert Duane Ballard, Ph.D. (født 30. juni 1942 i Wichita, Kansas) er en amerikansk oceanograf som er mest kendt for sit arbejde i undervandsærkeologi. Han er mest kendt for opdagelsen af vragene af RMS Titanic i 1985, slagskipet Bismarck i 1989 og vraget af hangarskibet USS Yorktown i 1998. Hans nyeste opdagelse er vraget af John F. Kennedys PT-109 i 2002 og besøget hos de indfødte på Solomonøyene som reddede hans mandskab. Ballard er en efterkommer af Det Vilde Vestens lawman Bat Masterson.
Han har gået på universiteter både i Californien, på Hawaii, og på Rhode Island. Han er også uddannet indenfor marinen, men forlod marinen i 1970. 